# シャープ駅
シャープ駅（シャープえき）は、ハイドゥー・ビハール県ピュシュペクラダーニ郡シャープ村にある、ハンガリー国鉄101号線の駅である。

## 駅構造

### ホーム
3面3線の地上駅。駅舎側に片側ホーム1面、島式ホーム2面の2面からなる。
| 路線    | 方向   | 行先                                                                     | 備考                         |
| ------- | ------ | ------------------------------------------------------------------------ | ---------------------------- |
| 101号線 | 東方向 | ビハルケレステシュ、オラデア、クルジュ＝ナポカ、ブラショフ、サロンタ方面 | 特急「インターシティ」、普通 |
| 101号線 | 西方向 | ピュシュペクラダーニ、ブダペスト方面                                     | 特急「インターシティ」、普通 |

### ダイヤ[1]
上り下りとも、概ね1時間に1本停車するが、午前中は2-3時間間隔が空く。
停車列車のうち3往復は特急「インターシティ」であるが、キシューイサーラーシュ - オラデア間は特急も各駅に停車するため、事実上ブダペストとクルジ・ナポカやブラショフを結ぶのが特急、区間運転が普通という位置づけである。なお、周辺は駅間隔が10km前後と広いため、いずれも特急と普通の中間の様な位置づけである。

## 隣の駅
ハンガリー国鉄
40号線
特急「インターシティ」(*)
バーラーンド駅 - シャープ駅 - ベレッチョーウーイファル駅
普通
バーラーンド駅 - シャープ駅 - ベレッチョーウーイファル駅